# Traditionelles Wissen
Als traditionelles Wissen (bisweilen auch als „indigenes Wissen“ bezeichnet) wird im Zuge der Fortentwicklung des internationalen Systems zum Schutz des geistigen Eigentums solches Wissen bezeichnet, das in lokalen Gemeinschaften entstanden ist und von diesen Gruppen beziehungsweise bestimmten ethnischen Experten (zumeist mündlich) bewahrt und weitergegeben wird.
Eine genaue Definition wurde noch nicht vereinbart und ist derzeit Gegenstand eines Arbeitsausschusses der Weltorganisation für geistiges Eigentum (WIPO). Beim aktuellen Stand der Verhandlungen liegt der Entwurf eines vertragsähnlichen Textes vor, in dem sowohl die Definition des traditionellen Wissens als auch die daraus folgenden rechtlichen Positionen geregelt werden sollen.

## Definitionsfindung

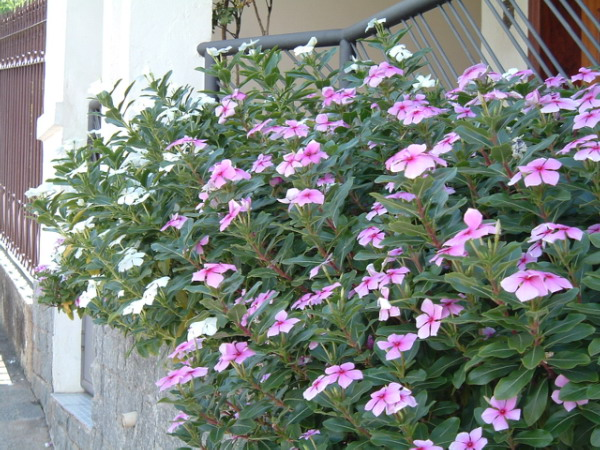
Rosafarbene Catharanthe, traditionelle Pflanzenmedizin und potentielles Krebsmittel

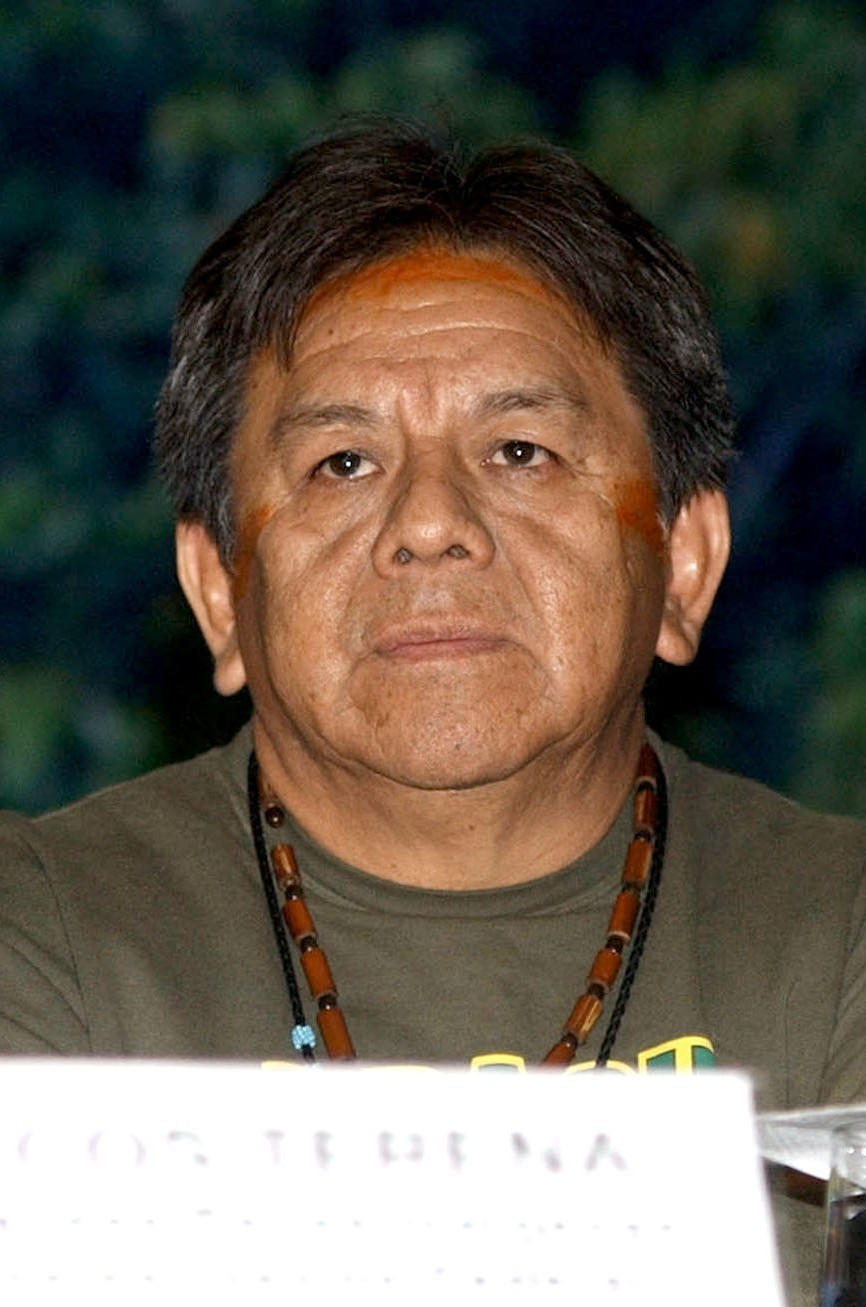
Marcos Terena, indigener Vertreter des „Instituts für traditionelles geistiges Eigentum“ in Brasilien, beklagt das Fehlen eines ethischen Codes zum Schutz vor Biopiraterie: „Wir Indigenen haben keine Möglichkeit, unser traditionelles Wissen patentieren zu lassen.“

Trotz der noch ausstehenden (juristischen) Definition lassen sich folgende Charakteristika von traditionellem Wissen bestimmen:
- Wissen über die Heilwirkung von Pflanzen (Botanische und medizinische Kenntnisse), Wissen über Nahrungspflanzen, Eigenschaften der Böden, umweltschonende bzw. effiziente Anbaustrategien und biologische Schädlingsbekämpfung
- Die Ursprünge der Wissensinhalte liegen in ferner Vergangenheit und können nicht mehr zurückverfolgt werden
- Ein Großteil des Wissens entsteht durch Beobachtung und Erfahrung und wird nicht hinterfragt oder analytisch verstanden
- Ein kleinerer Teil ist die Folge planvoller, traditioneller „Wissenschaft“
- Das Wissen unterliegt aufgrund der sich verändernden Umweltbedingungen einer ständigen Anpassung und Weiterentwicklung („traditionell“ darf demnach nicht als „unveränderbar“ verstanden werden)
- In der Regel mündliche Überlieferung der Wissensinhalte und häufige Verknüpfung mit ethnisch religiösen Vorstellungen[3]
- Insbesondere nicht-industrialisierte, naturnah lebende Kulturen sind Träger traditionellen Wissens. In viel geringerem Maße auch Bevölkerungsteile der Industriegesellschaft (z. B. Schweizer Almbauern, friesische Fischer)
- Gefährdung des Wissens durch destruktiven Kulturwandel: insbesondere Zerstörung der traditionellen Sozialstrukturen, Ersatz traditioneller Heiler und Verlust der indigenen Sprachen.

Das österreichische Lebensministerium beschreibt das Traditionelle Wissen vereinfacht, wie folgt:
- „Wissen das, in einem traditionellen Zusammenhang geschaffen, bewahrt und an die nachfolgenden Generationen weitergegeben wird“,
- „verbunden mit einer lokalen Gemeinschaft, die sich mit der traditionellen Kultur identifiziert“ und
- „von der Gemeinschaft als Traditionelles Wissen gesehen wird“.

## Hintergründe
Nach den Ethnologen Roy Rappaport und Gerardo Reichel-Dolmatoff beruht traditionelles Wissen auf magischen Erkenntnismodellen, die nicht wertneutral, detailliert und logisch beschreiben wie die moderne Wissenschaft, sondern die als Mythen verpackt, zielgerichtet das Verhalten der Menschen beeinflussen, um eine möglichst effiziente Anpassung an die Umwelt zu erreichen und die Stabilität der Gesellschaft zu bewahren. (→ siehe auch Kalte und heiße Kulturen oder Kulturelemente)
Reichel-Dolmatoff schreibt zum Beispiel über das Wissen der Tucano-Indianer: „Solche Phänomene wie Parasitismus, Symbiose, Kommensalismus und andere Beziehungen zwischen Arten sind von ihnen gut beobachtet worden und werden als mögliche Methoden der Anpassung herausgestellt.“
Während Kenntnisse über „Hausmittel“, Nutzpflanzen und Anbaumethoden in der Regel allen Mitgliedern lokaler Gemeinschaften bekannt sind, verfügt nur ein begrenzter Personenkreis von Spezialisten (z. B. Schamanen, Heiler, Hebammen) über weitergehendes medizinisches Wissen.
Traditionelles Wissen ist eng verbunden mit Jahrtausende alten Wirtschaftsformen.

## Moderner Nutzen
Für die globale Marktwirtschaft ist traditionelles Wissen eine wichtige Quelle für Innovationen (z. B. in der Pharmazeutik). Seit Beginn der 1990er Jahre gibt es verschiedene Bestrebungen, traditionelles Wissen einerseits verfügbar zu machen und andererseits die (oftmals indigenen) Besitzer dieser Kenntnisse ökonomisch an der gewinnorientierten Nutzung dieses Wissens zu beteiligen.

## Kontroverse um Patenterteilungen
Die Erteilung von Patenten auf Merkmale, denen traditionelles Wissen zugrunde liegt, sowie der Schutz von Verfahren und Produkten, die daraus resultieren, führen immer wieder zu Debatten um das Verwerten und dabei vor allem um die Patentfähigkeit beziehungsweise die Patentierbarkeit von traditionellem Wissen.
Die Patentfähigkeit betrifft die technische Seite eines Patents, nämlich ob ein Merkmal neu ist, erfinderische Höhe aufweist und gewerblich anwendbar ist. Dies ist bei Merkmalen aus dem traditionellen Wissensschatz meist nicht der Fall, insbesondere wenn der Wissensschatz dokumentiert und somit im Sinne des Gesetzes nicht mehr neu ist. Der dokumentierte Wissensschatz ist im Patentrecht der Stand der Technik.
Allerdings hat sich gezeigt, dass auf besonderen technischen Gebieten, nämlich der Medizin und der Pharmazie die Lage ganz anders ist, weil dort ein großer Wissenspool von noch nicht schriftlich fixiertem Wissen existiert, dass ausschließlich mündlich oder in sonstiger nicht schriftlicher Form überliefert worden ist.
Die Patentierbarkeit betrifft vor allem nicht-technische, rechtliche Fragen der Patentfähigkeit. Dies sind zum einen Voraussetzungen nach Art und Beschaffenheit und zum anderen die nach moralischen Gesichtspunkten. Im deutschen Patentgesetz sind diese in § 1 Absatz 2 und 3 sowie in den §§ 1a, 2 und 2a bestimmt.
Beschaffenheit betrifft unter anderem biologisches Material, wie beispielsweise menschliches oder tierisches Gewebe und Substanzen. Daneben ist die Art der Erfindung für die Patentierbarkeit wesentlich, nämlich ob es sich um Entdeckungen, wissenschaftliche Theorien, mathematische Methoden, ästhetische Formschöpfungen, Pläne, Regeln und Verfahren für gedankliche Tätigkeiten, für Spiele oder für geschäftliche Tätigkeiten sowie Programme für Datenverarbeitungsanlagen oder die Wiedergabe von Informationen handelt, für die ein Patent nicht erteilt wird. Die moralischen Eigenschaften betreffen Erfindungen, deren gewerbliche Verwertung gegen die öffentliche Ordnung oder die guten Sitten verstoßen würde, wobei ein solcher Verstoß nicht allein aus der Tatsache hergeleitet werden kann, dass die Verwertung durch Gesetz oder Verwaltungsvorschrift verboten ist. Auch hierfür gibt es keine Patente.
Vor diesem Hintergrund wird seit einiger Zeit auf der einen Seite die Diskrepanz zwischen Stand der Technik und traditionellem Wissensschatz diskutiert, also ob Patentfähigkeit (Neuheit, erfinderische Höhe und gewerbliche Anwendbarkeit) für Merkmale aus traditionellem Wissen existiert oder nicht. Die Fragen sind, ob ein Naturprodukt, ein traditionelles Verfahren oder ein traditioneller Wirkstoff patentfähig sein können, wenn deren Merkmale in bestimmten Teilen der Welt, beispielsweise bei indigenen Völkern, bereits zum „traditionellen“ Wissensschatz gehören. Sind sie patentrechtlich gesehen neu, wenn sie nichtdokumentiert überliefert worden sind, jedoch im Rest der Welt im Sinne von nationalem sowie internationalem Patentrecht weder dem Fachmann bekannt oder naheliegend gewesen sind? Und wer wird bei der Definition des Fachmannes herangezogen? Die derzeitige Definition des Fachmannes im patentrechtlichen Sinne, der für die Bestimmung der erfinderischen Höhe herangezogen wird, ist ein im institutionalisierten Bildungssystem Ausgebildeter mit dem im Übrigen dokumentierten Stand der Technik vertrauter Mensch. Somit diskriminiert das Patentrecht der Staaten, welche ein Patentrecht ausgebildet haben, die Besitzer von Wissen, welches auf nicht-institutionalisierter Wissensvermittlung beruht.
Auf der anderen Seite wird die moralische Frage diskutiert, nämlich ob bestimmte Verwertungen von traditionellem Wissen ein Verstoß gegen die guten Sitten wären, beispielsweise die Zucht einer Labormaus für bestimmte Testzwecke, wobei die Verfahren allseits bekannt sind und lediglich der Zweck eine Neuheit darstellt. Hier wird traditionelles Wissen patentiert, das nicht indigenen Ursprungs ist.
Patenterteilungen auf technische Merkmale, denen solches traditionelles Wissen zugrunde liegt, haben die Folge, dass diejenigen, aus deren Wissensschatz sich die Patentanmelder bedient haben, an der Nutzung in den Patentländern ausgeschlossen bleiben. Die WIPO (World Intellectual Property Organisation) hat dieses Problem mit seinem Programm „Traditional Knowledge“ aufgenommen und eine Datenbank, der „Online Databases and Registries of Traditional Knowledge and Genetic Resources“, eingerichtet, die Informationen sammelt über nationale, wissenschaftliche oder private Sammlungen von traditionellem Wissen. Diesen Sammlungen liegt die Aufgabe zugrunde, das traditionelle Wissen zu dokumentieren. Dabei wird von dem Betreiber der Sammlungen gewünscht, dieses Wissen einerseits allen nutzbar zu machen sowie andererseits zu verhindern, dass lang bekanntes Wissen durch Patente zu Privateigentum von Wenigen wird.